# Kuta Mbelin (Sinembah Tanjung Muda Hulu)
Kuta Mbelin is een bestuurslaag in het regentschap Deli Serdang van de provincie Noord-Sumatra, Indonesië. Kuta Mbelin telt 807 inwoners (volkstelling 2010).